# 徳大寺実定
徳大寺 実定（とくだいじ さねさだ）は、平安時代後期から鎌倉時代初期にかけての公卿・歌人。右大臣・徳大寺公能の長男。官位は正二位・左大臣。百人一首では後徳大寺左大臣として知られる。

## 経歴
永治元年（1141年）に3歳で叙爵（『公卿補任』）、康治3年1月28日（1144年3月4日）に叔母の夫にあたる藤原頼長の邸で元服する（『台記』）。以降、順調に昇進を重ねて、保元元年（1156年）9月に左近衛権中将に任ぜられ、11月9日に従三位に叙されて公卿に列した。保元3年（1158年）に正三位権中納言に任ぜられた。この年、後白河天皇の姉である統子内親王が皇后とされると、皇后宮権大夫に任ぜられた。永暦元年（1160年）に正官の中納言に転じた。長寛2年（1164年）には権大納言へ昇り、翌永万元年（1165年）これを辞して正二位に叙されている。これは『古今著聞集』によれば、同官で越階された藤原実長を越え返すために行ったものだという。ところが、その後12年間にわたって散位に置かれた。中村文は当時の徳大寺家と平家が競合関係にあり、平清盛が実定・実家兄弟を政治的排除の対象にしていたことを指摘している。治承元年（1177年）3月には大納言に還任し、12月に左近衛大将を兼ねた。この除目に関して『平家物語』は実定が平清盛の同情を乞うために厳島神社に参詣したためと伝えているが、実際に実定が厳島を参詣したのはこの2年後の治承3年（1179年）3月のことである。また、当時の貴族の間で厳島参詣が流行になっており、平家との関係に関わりなく多くの貴族が参詣している（実際、実定の同行者に治承三年の政変で更迭された源資賢らも含まれている）。
寿永2年（1183年）には内大臣となる。同年11月に源義仲が法住寺合戦によって政権を奪取した際には、実定は喪中で公務に就けない事実上の休職中だった。これに目をつけたのが折しも義仲と結んで政権奪回を画策していた前関白の松殿基房で、基房は僅か12歳の嫡子・師家を藤氏長者とするために、実定から一時的に内大臣の職を借官する形で師家の摂政内大臣就任を実現させた。しかし翌年1月には義仲が敗死したことで基房・師家父子は失脚、実定は復官する。
文治元年（1185年）10月、源義経と後白河法皇による源頼朝追討宣旨発給に一度は賛同したものの、翌月には義経は都落ちする。その後、意外にも他ならぬ頼朝の推挙で議奏公卿に指名された。文治2年（1186年）10月に右大臣、文治5年（1189年）7月には左大臣となり、九条兼実の片腕として朝幕間の取り次ぎに奔走した。「後徳大寺左大臣」は祖父の徳大寺実能が「徳大寺左大臣」として知られていたことに由来する。
だが、左大臣就任後は、病気がちとなり、大臣の辞任を引換に後継者である三男公継の参議任命を望むようになる。建久2年（1191年）6月20日、病のため官を辞して出家、法名は如円。7月17日に実定の希望通りに公継が参議に任ぜられた。同年閏12月16日に薨去した。享年53。その死について『吾妻鏡』は「幕下（頼朝）殊に溜息し給う。関東由緒あり。日来重んぜらるる所也」と書いてあり頼朝の信頼ぶりがうかがえる。

## 歌人として

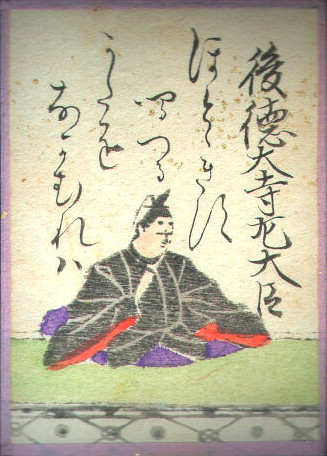
小倉百人一首81番「後徳大寺左大臣」

詩歌管絃に優れ、教養豊かな文化人だったと伝わる。また文才があり治承・寿永年間（1177年 - 1185年）の行幸に関する記録の抄録『庭槐抄』（別名『槐林記』）を残した。他にも『掌函補抄』10巻の著述が存在したらしいが、現存していない。
『著聞集』129に「風月の才人にすぐれ」と記されるように漢詩をも能くしたが、特に和歌の才能に優れた。嘉応2年（1170年）10月9日の『住吉社歌合』、治承2年の『右大臣藤原兼実家百首』など、多くの歌合・歌会に参加している。実定の家集を『林下集』といい、『千載和歌集』『新古今和歌集』以下の勅撰集にも73首が入集している。
なお、実定の和歌活動は平家との政治的競合に敗れて散位に留め置かれ、沈淪を余儀なくされた永万-治承年間に集中している。しかし晩年は作歌にあまり精力的ではなく、精進を怠ったことを後に俊恵に批判されている。

### 百人一首
- ほととぎす鳴きつる方をながむれば ただ有明の月ぞ残れる（「千載和歌集」夏161）

## 系譜
- 父：徳大寺公能
- 母：藤原豪子 - 藤原俊忠の娘
- 妻：藤原顕長の娘
  - 男子：徳大寺公綱 - 少将
- 妻：藤原師長の娘[5]
  - 男子：徳大寺公守（1162-1186） - 正四位下右中将
- 妻：上西門院女房備後
  - 三男：徳大寺公継（1175-1227） - 従一位左大臣
- 生母不明の子女
  - 男子：道雲 - 仁和寺僧都
  - 男子：徳大寺公広 - 侍従
  - 男子：公厳
  - 女子：良全母
- 養子
  - 男子：公方 - 実は公源の子

## 関連作品
テレビドラマ
- 『新・平家物語』（1972年、NHK大河ドラマ、演：矢吹渡）